# Hypaeus
Hypaeus là một chi nhện trong họ Salticidae.